# Elsie Dalyell

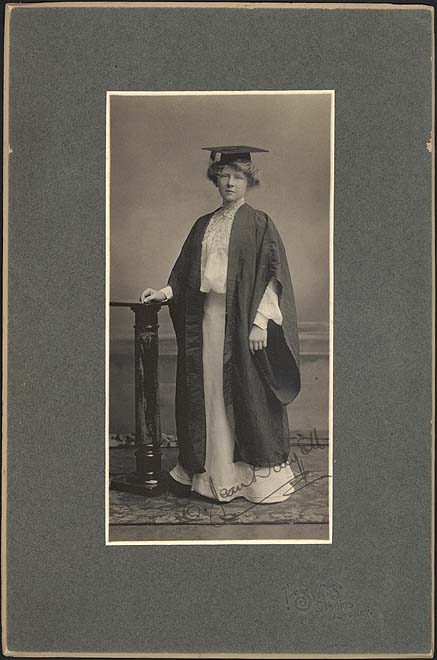
Elsie Dalyell

Elsie Jean Dalyell, OBE (* 13. Dezember 1881 in Newtown, Australien; † 1. November 1948 in Greenwich, Australien) war eine australische Ärztin und Pathologin. Während des Ersten Weltkriegs diente sie im Royal Army Medical Corps in Europa und wurde nach Kriegsende zum Officer des britischen Empire ernannt.

## Leben und Werk
Dayell war die zweite Tochter des Bergbauingenieurs James Melville Dalyell und seiner Frau Jean und besuchte die Sydney Girls High School. 1897 unterrichtete sie als Lehrerin. Anschließend studierte sie ein Jahr lang Kunst und Wissenschaft an der University of Sydney, bevor sie 1906 zum Medizinstudium wechselte. Während ihrer Zeit an der Universität lebte sie am Women’s College. 1909 erhielt sie ihren Bachelor of Medicine und war 1910 eine der ersten Frauen an der Fakultät, die mit erstklassigen Auszeichnungen den Master of Surgery erwarb. Mit Mary Burfitt folgte sie Jessie Aspinall als Pionierin im Royal Prince Alfred Hospital in Sydney. Von 1911 bis 1912 war sie die erste Frau der medizinischen Fakultät als Demonstratorin für Pathologie und im Dezember 1912 wurde sie als erste australische Frau für das renommierte Beit Memorial Fellowships for Medical Research ausgewählt, das sie am Lister Institute of Preventive Medicine in London aufnahm. Hier forschte sie im Bereich der Gastroenterologie bei Kindern.
Als der Erste Weltkrieg ausbrach, verließ sie das Lister-Institut und half 1915 in Skopje, Mazedonien, bei der Bewältigung der damaligen Typhus-Epidemie. 1916 trat sie dem Scottish Women’s Hospitals for Foreign Service für den Auslandsdienst im Kloster Royaumont und 1917 dem Royal Army Medical Corps (RAMC) bei. Diese Verpflichtungen führten sie nach Frankreich, Griechenland, Malta und in die Türkei. Das RAMC beauftragte sie als erste Frau mit der Leitung eines Labors im Allgemeinen Krankenhaus in Thessaloniki. 1919 ging sie nach Konstantinopel, um sich mit Cholera zu befassen. Im Juni 1919 wurde sie zum Officer des Order of the British Empire (OBE) und von der Regierung Serbiens ausgezeichnet.
Von 1919 bis 1922 arbeitete sie in Wien als eine leitende Ärztin mit einem Forschungsteam unter Leitung von Harriette Chick zu Krankheiten wie Rachitis im Zusammenhang mit Unterernährung bei Kindern.
1923 kehrte sie zu einer Vortragsreise nach Sydney zurück und stellte fest, dass sie dort nur sehr wenige Beschäftigungsmöglichkeiten hatte. Nachdem sie versucht hatte eine Privatpraxis zu eröffnen, wurde sie 1924 vom New South Wales Department of Public Health als stellvertretende Mikrobiologin eingestellt. Von 1925 bis 1935 war sie ein Vorstandsmitglied des Rachel Forster Hospital für Frauen und Kinder in Redfern 1946 ging sie in den Ruhestand und starb 1948 an einer Herzkrankheit.
Die Dalyell Street im Vorort Canishra von Chisolm ist ihr zu Ehren benannt.

## Veröffentlichungen (Auswahl)
- mit D. A. Welsh: Hæmogregarina peramelis: A free hæmogregarine of an Australian bandicoot, The Journal of Pathology and Bacteriology, 1910.
- mit Harriet Chick: Hunger – osteomalacia in Vienna, 1920: its relation to diet. London: The Lancet, 1921.
- mit Harriet Chick, E.M. Hume, H.M.M. Mackay, H. Henderson Smith, H. Wimberger: Observations upon the prophylaxis and cure of rickets at the University Kinderklinik, Vienna. Med Res Counc Spec Rept Ser. No. 77. 1923.